# Mae Faggs
Mae Faggs, född 10 april 1932, död 27 januari 2000, var en amerikansk friidrottare.
Faggs blev olympisk mästare på 4 x 100 meter vid olympiska sommarspelen 1952 i Helsingfors.